# Amanita abrupta
Amanita abrupta là một loài nấm thuộc chi Amanita trong họ Amanitaceae. Loài này được Peck miêu tả khoa học lần đầu tiên năm 1897.
A. abrupta phát triển trong các các rừng rụng lá vào mùa thu.